# Frangula discolor
Frangula discolor es una especie de planta de la familia Rhamnaceae.

## Clasificación y descripción
Árbol o arbusto de 3-25 m de alto, las ramas jóvenes son densas tomentosas (algunas veces pilosas), con tricomas de color dorado o rojizo, algunas veces pálido. Las hojas miden (2.2) 5.5 - 17 x (1.4-) 2 - 7.5 cm, son elípticas o oblanceoladas, membranosos a subcoriaceas, usualmente bicolor con el envés de color gris claro, presenta de 7 a 11 pares de venas laterales, la superficie del haz es poco densa o densa, tomentosa o pilosa con tricomas en mechones, el envés usualmente está cubierto por una capa de tricomas sésiles-estrellados adpresos, la venación es tomentosa con tricomas pequeños y rígidos, algunas veces con tricomas solitarios, la base de la hoja es cuneada, obtusa, truncada o redondeada, algunas veces inequilátera, márgenes usualmente recurvados, algunas veces planos, presenta dientecillos de 2-7 cm, usualmente solo la glándula apical aparente, ápice acuminado, obtuso con menos frecuencia, la punta a veces mucronada; las estipulas son muy caducas, de 1.5 a 4.5 mm; peciolos de 5-28 mm de largo. Las inflorescencias son fasciculadas sésiles con una cima pedúnculo y umbeliforme o bifurcada. Las flores en un pedicelo de 1.5-7 mm de largo, estas miden (1.7-) 2 -3 (-3.25) mm, el hipanto es más o menos tubular de 0.9-2 x 1.25-2.5 (3) mm; los sépalos, pétalos y estambres se caen rápidamente con la proporción superior del hipanto. Los sépalos miden 0.7 mm de lago por 1.3 mm de ancho, en el ápice bilobulado, envés pubescente; estambres con filamentos de 0.5-0.9 mm, anteras 0.5-0.6 mm. El ovario tiene tricomas largo y densos, el estilo mide 0.6-0.75 mm hasta 1.25 mm. Los frutos fasciculados de 1-5 (7), con algunos tricomas, globosos obovoides.

## Distribución y ambiente
Bosques de niebla, bosques de Pinus-Quercus; en un rango altitudinal de (800-) 1300-2500 (-3500). Se distribuye en México (Colima, Nayarit, Oaxaca, Chiapas);  Guatemala; El Salvador; Honduras; Nicaragua; Costa Rica; Panamá.